# بوئینگ سی-۱۳۵ استراتولیفتر
بوئینگ سی-۱۳۵ استراتولیفتر (به انگلیسی: Boeing C-135 Stratolifter) یک هواپیمای ترابری آمریکایی ساخت شرکت بوئینگ است که بر پایه بوئینگ ۷۰۷ طراحی و توسعه یافته. این هواپیما در سال ۱۹۵۷ معرفی گردید و پس از گذشت بیش از نیم قرن کماکان مشغول خدمت در نیروی هوایی آمریکا می‌باشد.